# Золотов, Матвей Григорьевич
Матве́й Григо́рьевич Зо́лотов (25 февраля [10 марта] 1914, Грязнуха, Пензенская губерния — 11 августа 1993, Тольятти, Самарская область) — советский строитель, каменщик, почётный гражданин города Тольятти.

## Биография
Родился в крестьянской семье. Получил четырёхлетнее образование.
В июне 1942 года призван в Красную армию, с августа 1942 года на фронте Великой Отечественной войне. Служил помощником командира взвода стрелкового батальона 1315-го стрелкового полка 173-й стрелковой дивизии. В сентябре-октябре 1942 года дважды был легко ранен, 30 октября 1942 был тяжело ранен и контужен. За три ранения был награждён медалью «За отвагу».
В мае 1943 года вновь был легко ранен. В октябре 1944 года во время боя за Сувалки находившийся в должности санинструктора роты старшина Матвей Золотов под огнём противника оказал помощь 18 раненым бойцам и офицерам, вынес с поля боя раненых командира роты и командира взвода. За этот подвиг был награждён орденом Красной Звезды. В дальнейших боях был ещё раз тяжело ранен.
После войны вернулся в колхоз, но там не задержался, стал искать новые возможности, осваивать новые профессии. В 1952 году переехал в Ставрополь (нынче Тольятти). Работал на строительстве Куйбышевской ГЭС сначала простым землекопом, затем бригадиром. Убедил свою бригаду в необходимости получить настоящую строительную специальность, после чего все вместе окончили курсы каменщиков. Принимал участие в строительстве гидротехнических сооружений гидроэлектростанции, строил пульт управления верхними шлюзами.
Работал каменщиком, бригадиром комплексной бригады, сначала в управлении № 710 стройтреста № 24, затем в управлении Жилстроя управления Куйбышевгидростроя. Бригада работала на строительстве зданий в центре Центрального и Комсомольского районов города Тольятти. Бригада Золотова постоянно перевыполняла план, одной из первых в управлении КГС получила почётное в те времена звание — «Бригада коммунистического труда», а сам Матвей Золотов звание — «Ударник коммунистического труда». Ударный труд и организаторские способности Золотова неоднократно отмечались почётными грамотами, благодарностями, премиями, о бригаде часто писали в местной прессе.
По ходатайству коллектива Жилстроя и управления КГС решением совета народных депутатов Матвею Золотову в 1967 году в числе первых было присвоено звание почётного гражданина Тольятти.
В 1969 году в возрасте 55 лет Золотову как неоднократно раненому фронтовику и ветерану КГС предложили выйти на досрочную пенсию, но он не согласился и ещё долгое время продолжал работу бригадиром.
После выхода на пенсию оказался в забвении и одиночестве: рано овдовел, родственников в Тольятти не было, друзей не осталось. Мучали последствия фронтовых ранений. Золотов стал нелюдимым, общался лишь с соседкой по лестничной площадке, да сотрудницей собеса, приносившей продукты. Скончался в августе 1993 года (ряд источников указывает годом смерти 1991), похоронен за государственный счёт, так как никто из родственников на отправленные соседями телеграммы о его смерти не откликнулся.
Фотографии Матвея Золотова и вырезки публикаций о его трудовых успехах хранятся в музее Куйбышевгидростроя в тольяттинской школе № 16.

## Награды
- Орден Отечественной войны I степени (23.12.1985)[7];
- Орден Трудового Красного Знамени;
- Орден Красной Звезды (27.10.1944)[3];
- Медаль «За отвагу» (25.06.1944)[2];
- Ударник коммунистического труда[1];
- Почётный гражданин Тольятти (26.10.1967)[1].